# Плотер
Плотерът е изходно периферно устройство, което дава възможност за извеждане на графична информация върху хартия.
Писалковият плотер чертае върху хартия, като използва писец. Това означава, че този плотер е предназначен предимно за изчертаване на векторна графика. Основното предимство е възможността да се печата на много голям формат хартия, което го прави привлекателен за разпечатване на технически чертежи, направени с CAD програми. Писалковите плотери нямат възможност да запълнят поле с плътен цвят, но могат да го щриховат с тънки, плътно разположени успоредни линии.
Подобно устройство е апарата за измерване на сеизмичните вълни при земетресение (сеизмограф). Плотер се нарича и широкоформатния принтер за създаване на плакати.